# (13005) Stankonyukhov
(13005) Stankonyukhov (1982 SQ7) – planetoida z pasa głównego asteroid okrążająca Słońce w ciągu 5,32 lat w średniej odległości 3,04 j.a. Odkryta 18 września 1982 roku.